# Marc Platt (écrivain)
Pour les articles homonymes, voir Marc Platt.
Marc Platt est un écrivain britannique né en 1953. Il est principalement connu pour ses scénarios autour de l'univers de la série de science-fiction Doctor Who.

## Biographie

### Débuts
Marc Platt démarre dans l'hôtellerie notamment le groupe anglais Trust Gouse Forte avant de travailler dans les bureaux administratifs de la BBC. Dès 1975, il approche la production de la série Doctor Who et leur soumet de nombreuses fois des idées de script qui seront recalés. Toutefois en 1987, l'un d'eux, “Cat's Cradle” retient l'attention du script-éditor (responsable des scénarios) de l'époque, Andrew Cartmel avant de se révéler trop ambitieux pour la série.
Avec l'aide de Ben Aaronovitch, Platt propose en 1987 “Shrine” ("tombeau") un épisode se passant en Russie et un épisode se passant sur Gallifrey et nommé "Lungbarrow." C'est sur la base de celui-ci que Platt écrira l'épisode « Ghost Light » qui sera diffusé en 1989.

### Romans
En 1989, la série Doctor Who n'ayant pas été renouvelée par la BBC, la maison d'édition Virgin Books se tourne vers d'ancien scénaristes de la série afin d'écrire un ensemble de romans s'intitulant New Adventures et mettant en scène le Docteur après l'arrêt de la série. Platt y transforme le scénario de "Lungbarrow" et de "Cat's Cradle" en romans. Il y écrira aussi l'adaptation en roman de "Ghost Light", de « Battlefield » et de Downtime.

### Produits dérivés
En 1995, la compagnie Reeltime Pictures, édite en direct-to-video, des épisodes non officiels de la série mettant en scène d'anciens personnages de la série. Marc Platt y écrit le scénario de "Downtime" mettant en scène les personnages du Brigadier Lethbridge-Stewart, de Sarah Jane Smith et de Victoria Waterfield contre des Yétis. 
Puis au début des années 2000, il écrit des épisodes dérivés de la série pour la compagnie "Big Finish" sous format d'audiosodes. Il en écrit depuis 2001. L'un de ses épisodes, Spare Parts, servit d'inspiration pour un épisode de la série télé avec le double épisode de 2006 « Le Règne des Cybermen »

## Sources
- (en) Cet article est partiellement ou en totalité issu de l’article de Wikipédia en anglais intitulé « Marc Platt (writer) » (voir la liste des auteurs).